# Liberty Township (comté de Phelps, Missouri)
Liberty Township est un ancien township, situé dans le comté de Phelps, dans le Missouri, aux États-Unis,.
Le township est baptisé en référence au concept de la liberté, en anglais : liberty.